# هان غو يون
هان غو إيون (هانغل: 한고은; هانجا: 韓高恩) هي ممثلة كورية جنوبية. ولدت في 10 مارس 1975 في سول بـ كوريا جنوبية

## فيلموغرافيا

### مسلسلات تلفزيونية
- تحت الغطاء (جاي تي بي سي ، 2021)
- تنبيه الحب (ام بي ان، 2018) [1]
- هل يجب أن نقبل أولا (نظام بث سول ، 2018)
- ملكة جمال ماما ميا (نظام البث الكوري ، 2015)
- القليل من الحب لا يضر (إم بي سي ، 2013)
- إلهة النار (إم بي سي ، 2013)
- عائلة مشبوهة (ام بي ان ، 2012)
- أنا أيضًا يا زهرة! (إم بي سي ، 2011)
- نادي بنات بيليتس (نظام البث الكوري2 ، 2011)
- تشونو الصيادون العبيد 2010
- رجل يدعى الله (إم بي سي ، 2010)
- الأسرة المحترمة (نظام البث الكوري 1 ، 2010)
- يمكن لأي شخص أن يحب (نظام بث سول، 2009)
- منافسون هائلة (نظام البث الكوري 2 ، 2008) ( النقش ، الحلقة 16)
- امرأة ذات جمال لا مثيل له (إم بي سي ، 2008)
- فضيحة رأس المال (نظام البث الكوري2 ، 2007)
- الحب والطموح (نظام بث سول ، 2006)
- محامون (إم بي سي ، 2005)
- عيد الربيع (نظام بث سول 2005)
- جانغ جيل سان (نظام بث سول ، 2004)
- أجمل من الزهرة (نظام البث الكوري2 ، 2004)
- حارس شخصي (نظام البث الكوري2، 2003)
- تلك المرأة تلتقط الناس (اس بي اس ، 2002)
- مثل الأب على عكس الابن (نظام البث الكوري ، 2001)
- المركز الطبي (نظام بث سول ، 2000)
- مال.كوم (نظام بث سول ، 2000)
- قصة حب "فقدت الأمتعة" (نظام بث سول، 1999)
- العروس الحلوة (نظام بث سول ، 1999)
- سعداء معا (نظام بث سول، 1999)
- لا أريرانج (نظام بث سول ، 1995)

### فيلم
- اليد السوداء (2015)
- مدينة الإدانة (2009)
- مدينة الشمس المشرقة (1998)

## روابط خارجية
- هان غو يون على موقع IMDb (الإنجليزية)
- هان غو يون على موقع قاعدة بيانات الفيلم (الإنجليزية)